# ورزشگاه لیبرتی
ورزشگاه لیبرتی (ویلزی: Stadiwm Liberty) یک ورزشگاه فوتبال در شهر سوانزی، ولز است.
این ورزشگاه که در سال ۲۰۰۵ تأسیس شده دارای ۲۱٬۰۸۸ نفر ظرفیت می‌باشد و ورزشگاه خانگی باشگاه فوتبال سوانزی سیتی محسوب می‌شود.

## نگارخانه

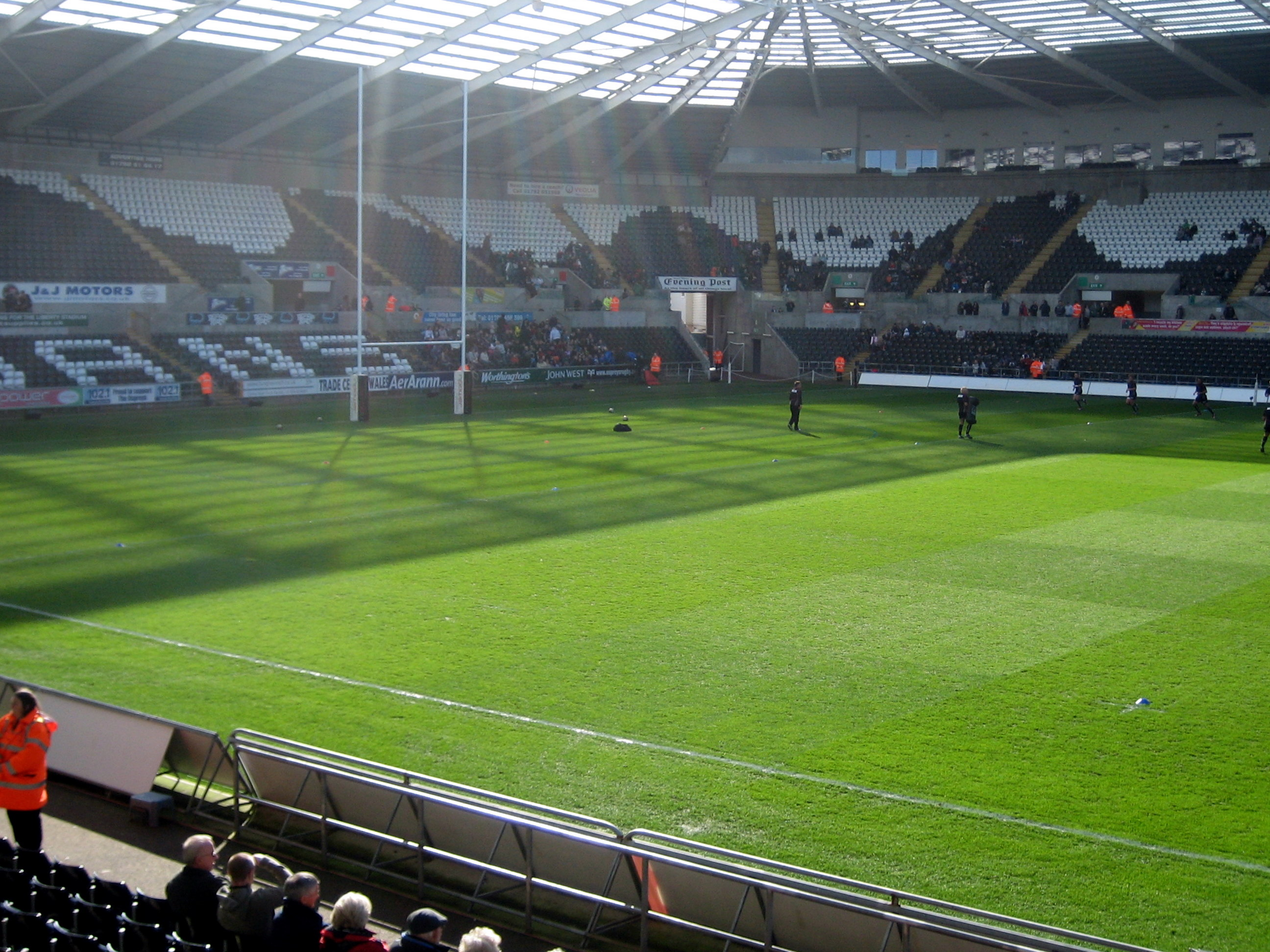
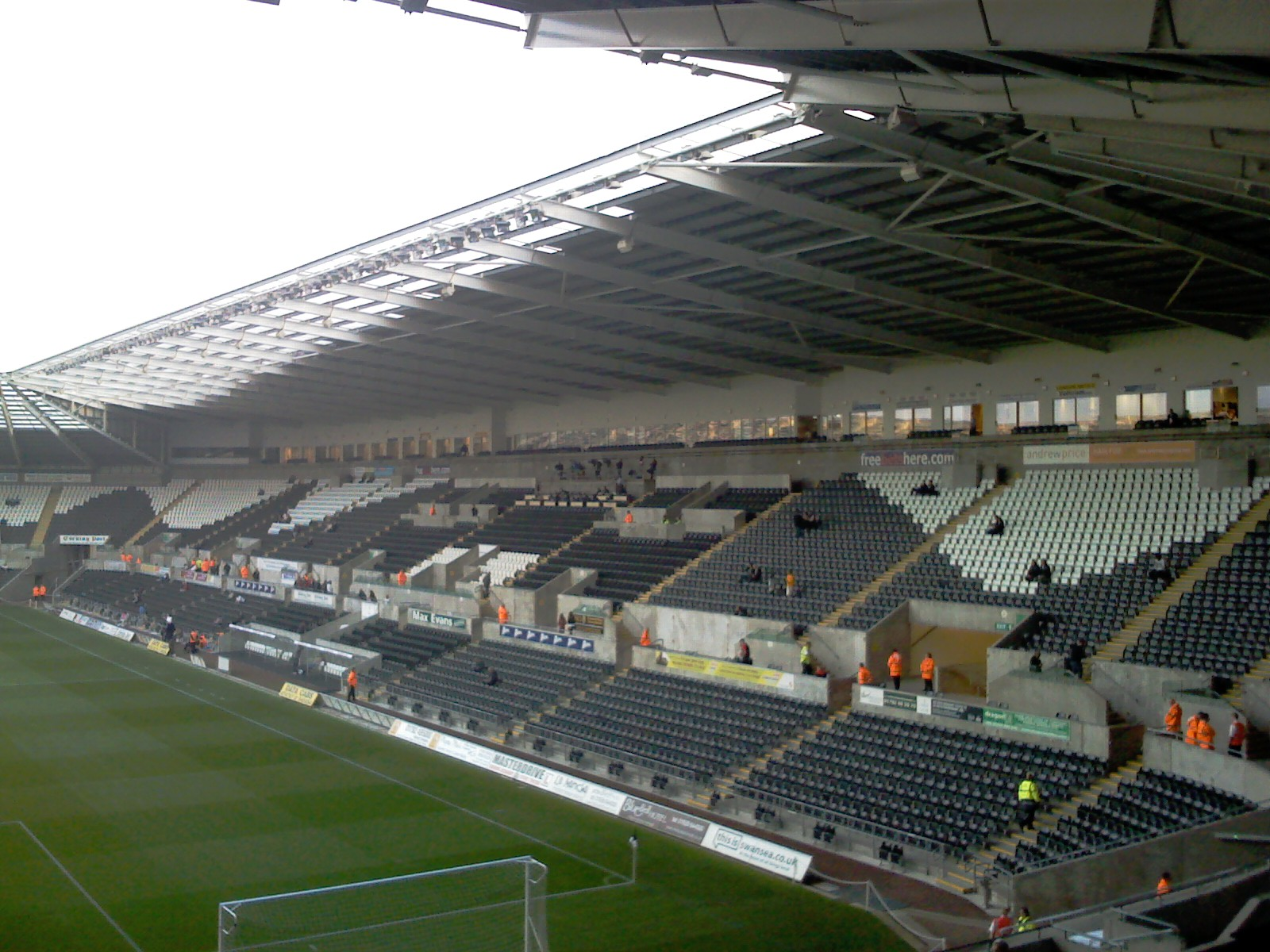
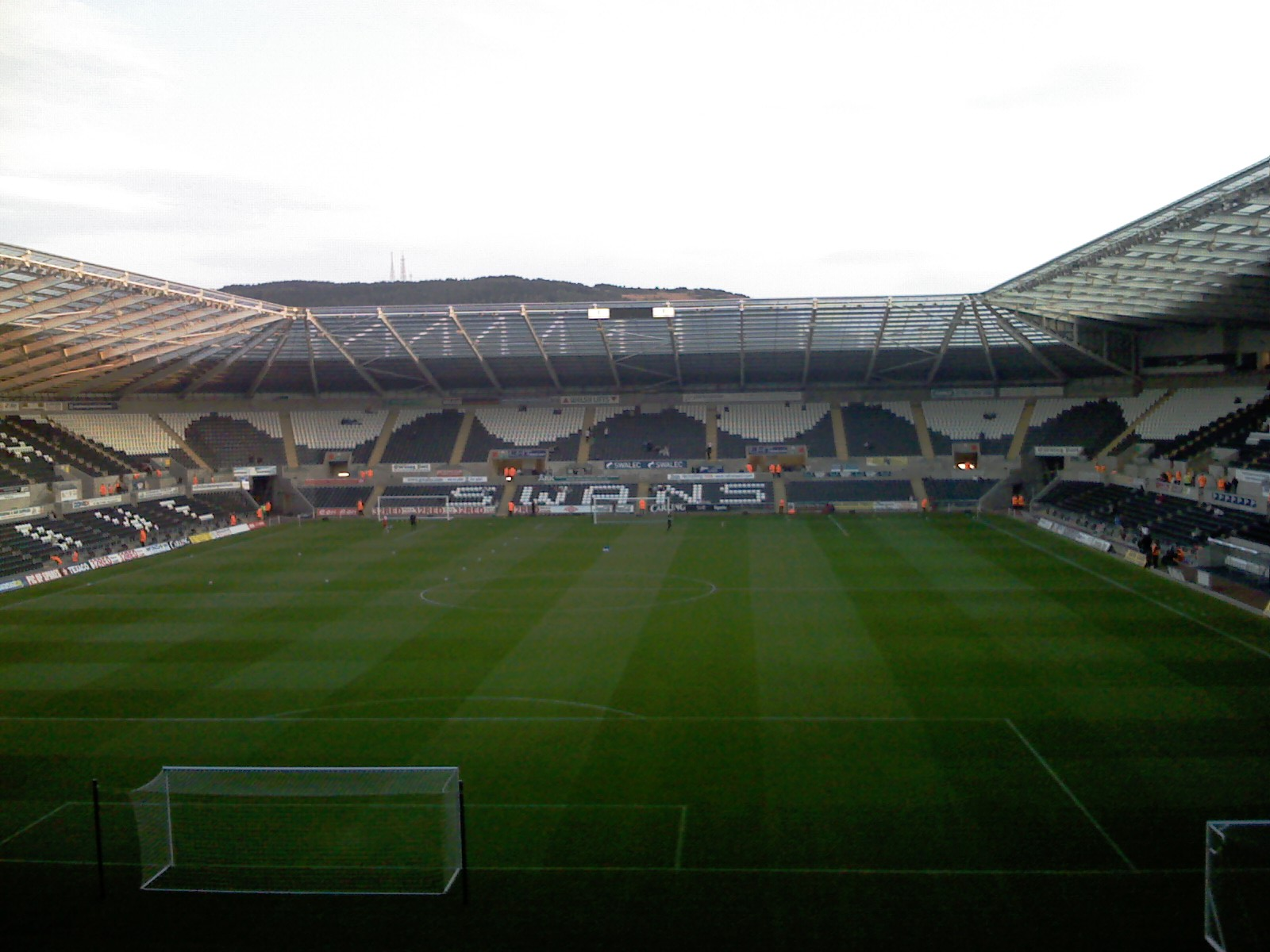
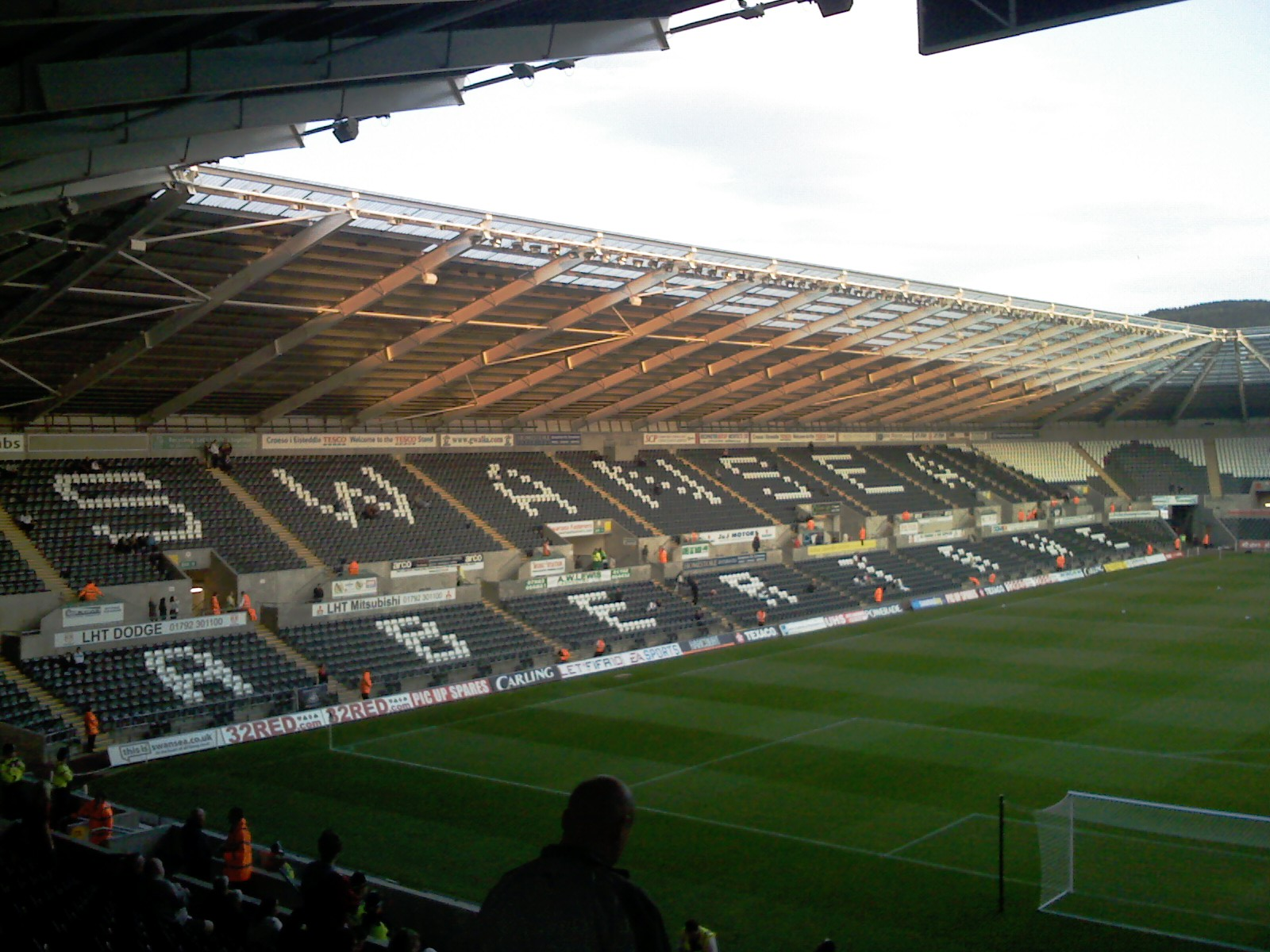
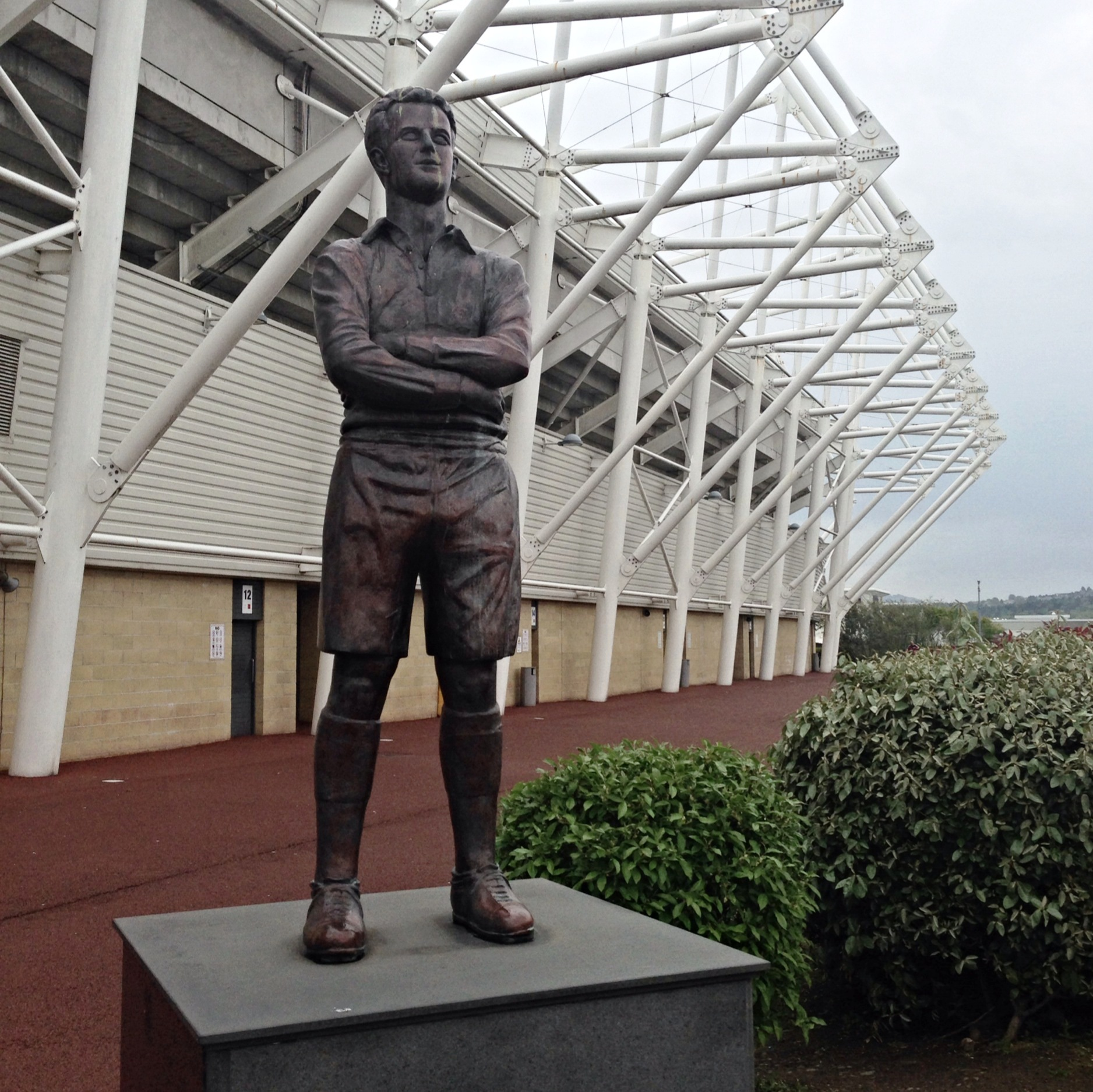
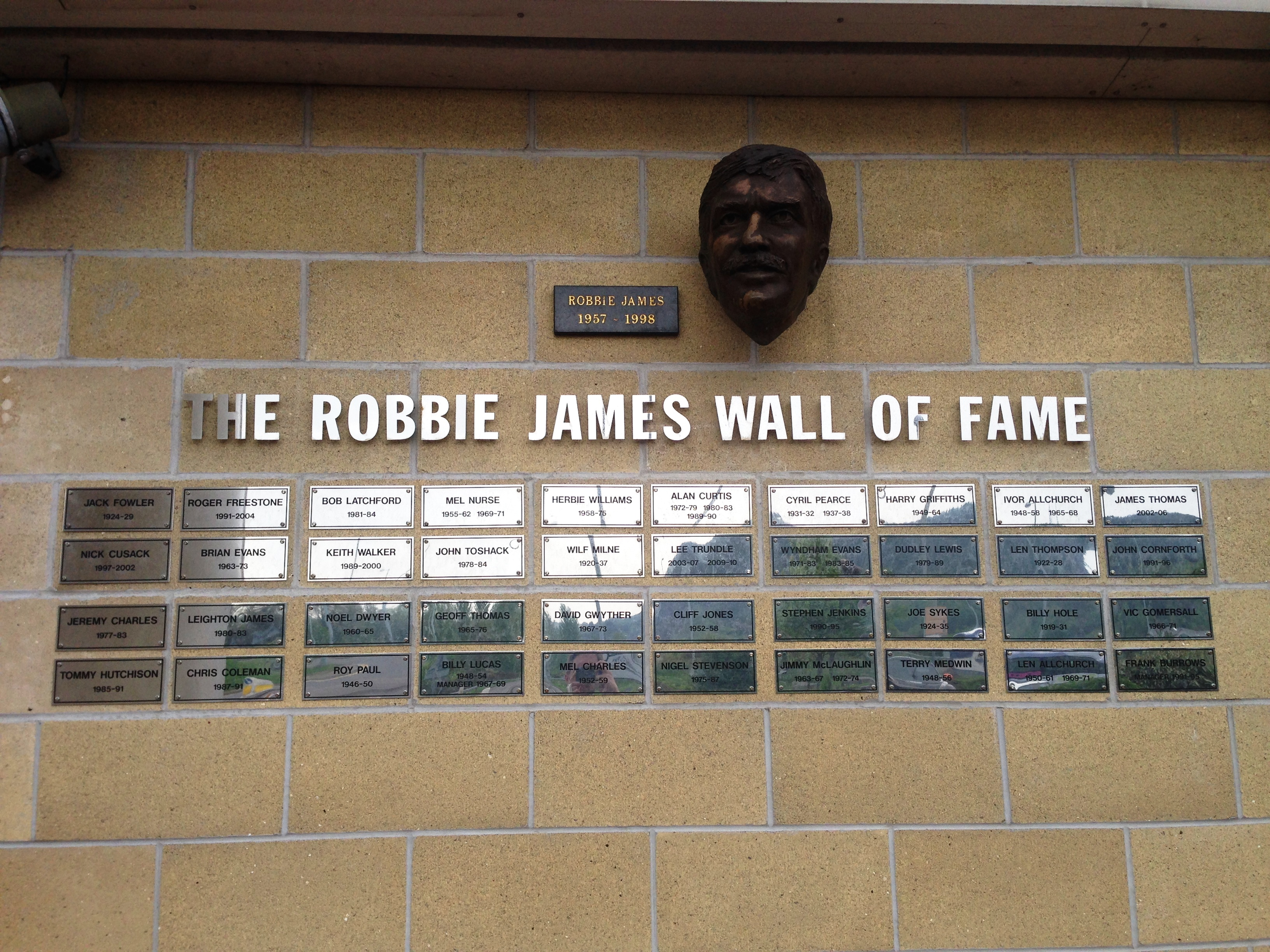
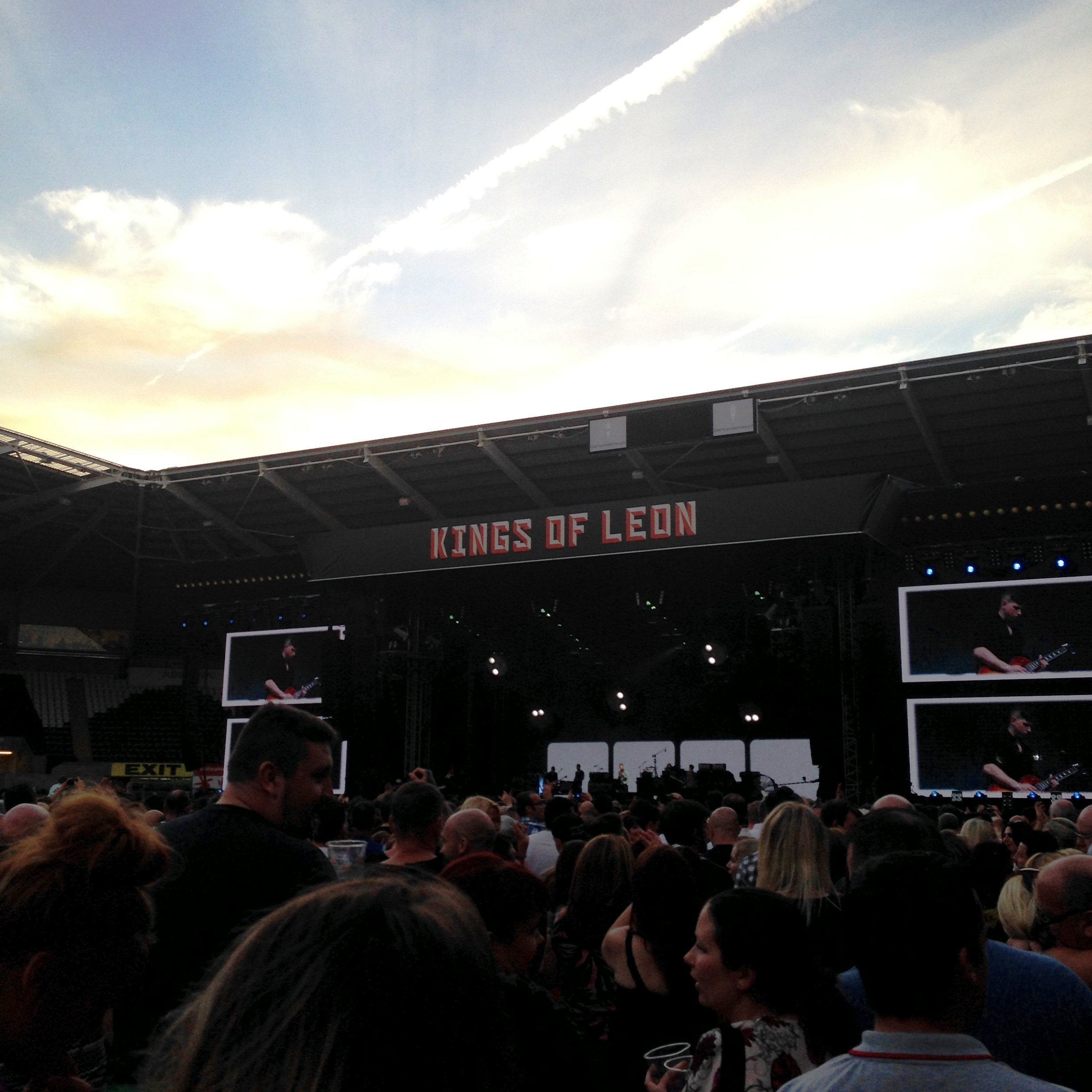